# Patricia Harty
Patricia Harty (5 de noviembre de 1941 en Washington D. C.), conocida profesionalmente como Trisha Hart, es una actriz estadounidense. Es popular por sus papeles en series y películas para televisión, incluyendo Occasional Wife (1966-67) como Greta Patterson, Blondie (1968) como Blondie Bumstead, The Bob Crane Show (1975) como Ellie Wilcox y Herbie, the Love Bug (1982) como Susan MacLane. También participó en las obras de teatro de Broadway Fiorello! y Sail Away.
Harty estuvo casada con el protagonista de Occasional Wife Michael Callan en junio de 1968. El matrimonio terminó en divorcio. Se casó nuevamente con Les Sheldon, productor asociado en The Bob Crane Show, en 1975.